# Cal Patet (Sudanell)
Cal Patet és una obra de Sudanell (Segrià) inclosa a l'Inventari del Patrimoni Arquitectònic de Catalunya.

## Descripció
Habitatge entre mitgeres de planta baixa i dos pisos. Molt modificada a l'interior, quedant, com a referència de la construcció d'altres èpoques, la façana. Sembla que aquesta ha estat retallada pels dos costats. A una construcció de finals del segle xvi li han canviat les obertures que tenien llinda d'una sola peça amb cantell conopial, obrint balcons i una nova porta. El balcó central és suportat per grosses carteles granades.